# Hugo Lausterer
Hugo Alfred Erwin Lausterer (ur. 2 stycznia 1890 w Metzingen) – SS-Scharführer, członek załogi obozu koncentracyjnego Dachau.
10 grudnia 1941 roku wstąpił do SS i w tym samym dniu skierowano go do służby w kompleksie obozowym Dachau. Do lutego 1942 roku Lausterer był strażnikiem w obozie głównym, następnie przeniesiono go do podobozu Radolfzell jako konwojenta drużyn roboczych. W grudniu 1942 roku w związku z chorobą powrócił do obozu głównego. Od lutego do października 1943 roku był kierownikiem magazynu, w którym gromadzono mienie zagrabione więźniom. Następnie w podobozie Allach Lausterer zarządzał do marca 1944 roku kantyną SS. Od listopada 1944 do stycznia 1945 roku był kierownikiem komanda więźniarskiego w podobozie Feldafing. Wreszcie powrócił w styczniu 1945 roku do obozu głównego Dachau, gdzie pełnił służbę jako strażnik.
W procesie załogi Dachau (US vs. Martin Gottfried Weiss i inni) Hugo Lausterer skazany został na 10 lat więzienia za maltretowanie więźniów obozu.